# Dionýsios Solomós
Dionýsios Solomós (em grego:  Διονύσιος Σολωμός, Zaquintos,1798 — Corfu,1857), foi o principal poeta romântico grego. Ele é mais conhecido por escrever o Hino à Liberdade (grego: Ὕμνος εις την Ἐλευθερίαν, Ýmnos eis tīn Eleutherían), que foi musicado por Nikolaos Mantzaros e se tornou o hino nacional grego e cipriota em 1865 e 1966, respectivamente. Ele foi a figura central da Escola Heptanesa da poesia, e é considerado o poeta nacional da Grécia - não só porque escreveu o hino nacional, mas também porque contribuiu para a preservação da tradição poética anterior e destacou sua utilidade para a literatura moderna. Outros poemas notáveis incluem Ὁ Κρητικός (The Cretan), Ἐλεύθεροι Πολιορκημένοι (The Free Besieged). Uma característica de seu trabalho é que nenhum poema, exceto o Hino à Liberdade, foi concluído e quase nada foi publicado durante sua vida.

## Trabalhos

### Poemas gregos

#### Seus primeiros trabalhos
- Eis korin i opoia anethrefeto mesa eis monastiri
- Sto thanato tis mikris anipsias
- Pothos
- I skia tou Omirou
- Anamnisis
- Evrikomi
- Eis filon psyxoraggounta
- O thanatos tis orfanis
- To oneiro
- O thanatos tou voskou
- H Psyxoula
- Pros ton Kyrion Lodovikon Strani
- Pros ton Kyrion Georgion Dhe Rossi
- I Agnoristi
- Kakioma

#### 1823–1833: o período de formação
- Hino à Liberdade (1823)

- Nekriki Odi
- Poiima lyrikon eis to thanato tou Lord Byron (1824)
- Eis monachin (1829)
- Eis Marko Botsari (1823)
- I katastrofi ton Psaron (1824)
- Eis to thanato kyrias Agglidas
- I Farmakomeni (1826)
- I Farmakomeni ston Adi
- Lampros (1829)

#### Grandes obras de maturidade
- O Kritikos (1833)
- Eleftheroi Poliorkimenoi (1826–1844)
- Porfyras(1849)

#### Últimos rascunhos
- Nikiforos o Vryennios
- Eis to thanato Aimilias Rodostamo (1848)
- Eis Fragkiskan Fraizer (1849)
- Eis to thanato tis anipsias tou
- Pros ton Vasilea tis Elladas
- O Anatolikos Polemos
- Carmen Seculare
- Ellinida Mitera

#### Obras satíricas
- I Protochronia (1824)
- To Iatrosymvoulio (1825)
- To oneiro (1826)
- H Tricha (1833)

### Traduções
- I anoixi
- To kalokairi
- Odi tou Petrarchi

### Prosa grega
- O Dialogos (1822–1825)
- H Gynaika tis Zakynthos (1826–1829)

### Poemas italianos (seleção)

#### Primeiros trabalhos
- La Distruzione di Gierusalemme
- Ode per la prima messa
- Rime Improvvisate (coleção, 1822)

#### Poemas incompletos do último período
- La navicella Greca
- Saffo
- Orfeo, sonetto
- Sonetto in morte di Stelio Marcoran
- L'albero mistico (frammento-extract)
- L'avvelenata (frammenti)
- Il giovane guerriero (frammenti)

#### Rascunhos de poemas escritos em prosa
- La madre Greca
- La donna velata
- L'usignolo e lo sparviere
- Orfeo
- Porfyras

#### Prosa italiana
- Per Dr. Spiridione Gripari (oração fúnebre, 1820)
- Elogio di Ugo Foscolo (oratio in memoriam, 1827)